# Barão de Ferreira
Visconde de Ferreira é um título nobiliárquico criado por D. Maria II de Portugal, por Decreto de 22 de Junho de 1843, em favor de Joaquim Ferreira dos Santos, depois 1.° Visconde de Ferreira e 1.° Conde de Ferreira.
Titulares
1. Joaquim Ferreira dos Santos, 1.º Barão, 1.° Visconde e 1.° Conde de Ferreira.